# Zitadelle Wesel

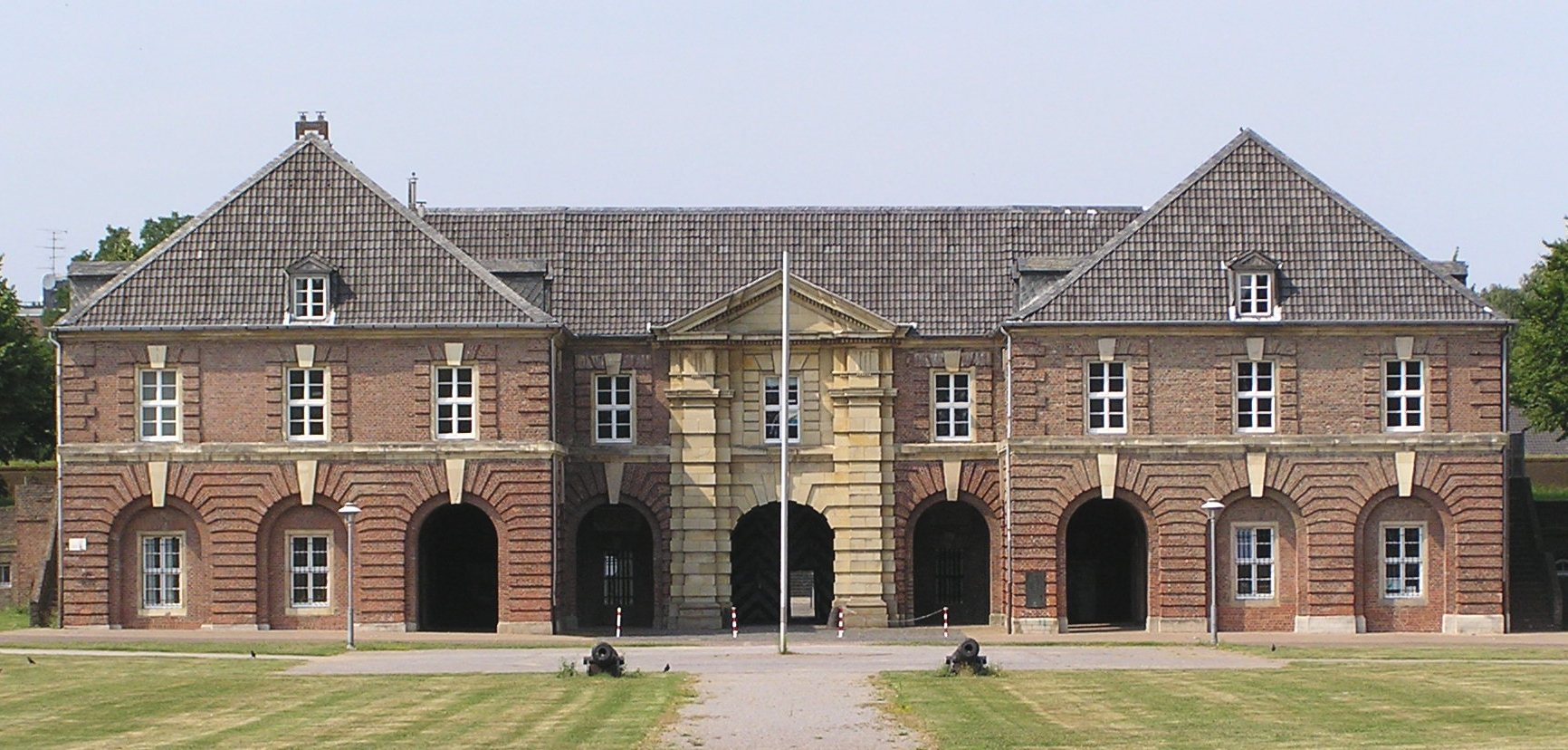
Das Haupttor der Zitadelle Wesel vom zentralen Waffenplatz aus gesehen

Karte der Festung Wesel mit der Zitadelle in Form eines fünfzackigen Sterns rechts im Bild (um 1775)

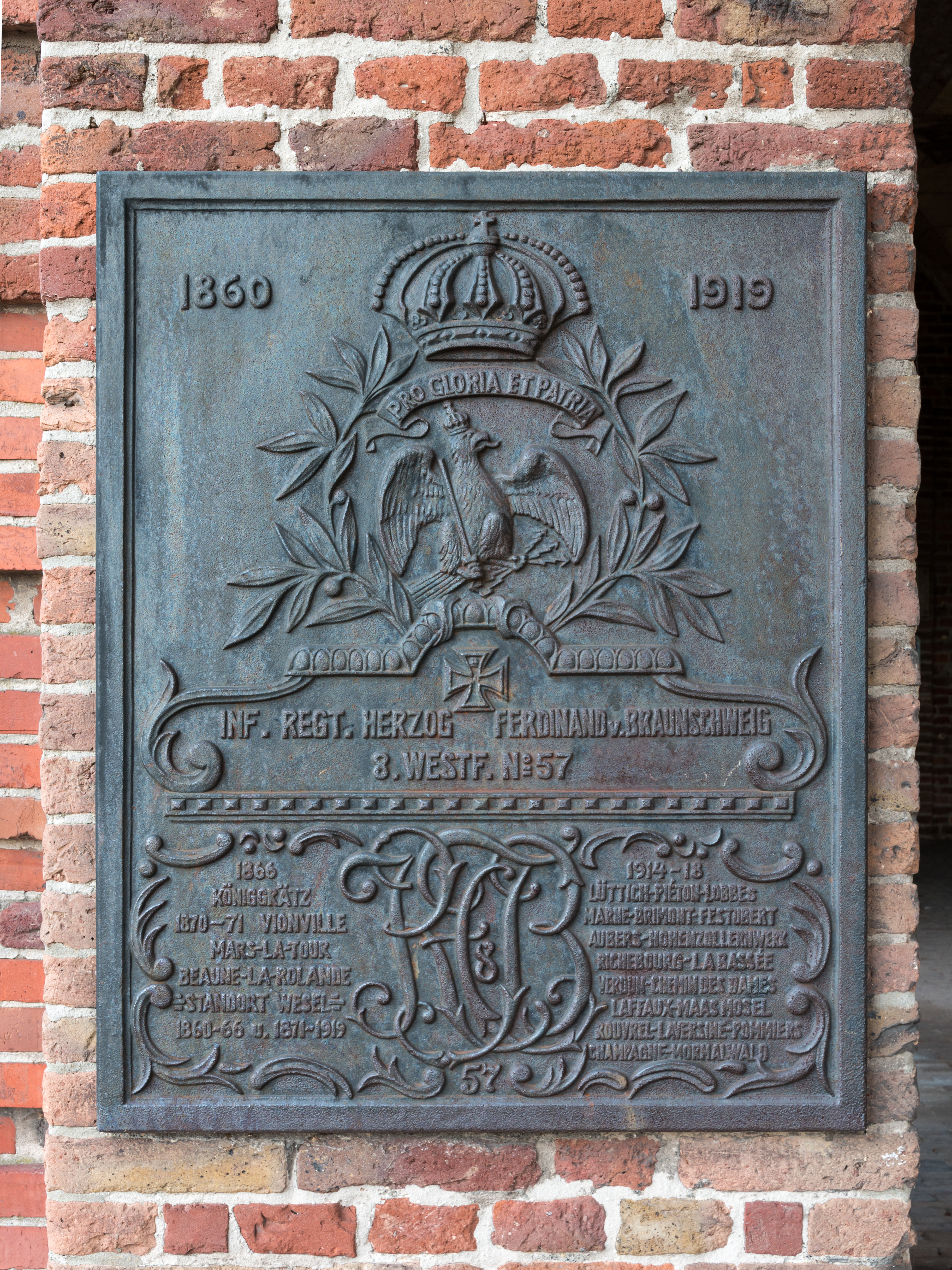
Tafel des 8. Westf. Inf. Rgt. Nr. 57 am Haupttor der Zitadelle in Wesel

Die Zitadelle Wesel ist eine der größten erhaltenen Festungsanlagen des Rheinlands und wurde zwischen 1688 und 1722 in Wesel nach Plänen von Johan de Corbin in Form eines fünfzackigen Sternes angelegt, wobei jede Zacke eine Bastion darstellte. Die Zitadelle war der Kern der Festung Wesel. Heute wird die Zitadelle als Kulturzentrum genutzt. Sie umfasst das LVR-Niederrheinmuseum Wesel, einen Teil des Städtischen Museums Wesel, die Musik- und Kunstschule Wesel und das Stadtarchiv Wesel und ist ein zentraler Veranstaltungsort der Weseler Kulturnacht.

## Geschichte
Die Garnisonstadt Wesel beherbergte ab 1685 zahlreiche Regimenter der brandenburgisch-preußischen Armee, zunächst die Infanterie-Regimenter Holstein und Alt-Dohna, später unter anderem das Regiment Wylich zu Fuß und das Garnisonsregiment IX.
Zuletzt beherbergte Wesel vier preußische Regimenter, die Zitadelle das Infanterie-Regiment „Vogel von Falckenstein“ Nr. 56 und das Infanterie-Regiment „Herzog Ferdinand von Braunschweig“ Nr. 57. Letzteres bestand aus drei Bataillonen zu je vier Kompanien und hatte eine Friedensstärke von 2.364 und eine Kriegsstärke von 3.240 Mann. Ebenso angesiedelt waren das 1. Westfälische Feldartillerie–Regiment Nr. 7 sowie das Clevesche Feldartillerie–Regiment Nr. 43. Die Erinnerung an diese Weseler Regimenter lebte auch nach ihrer Auflösung infolge des Versailler Vertrages fort. Traditionsvereine, Traditionszeitungen und Treffen von Garnison oder Regimentern gab es bis in die späten 1960er Jahre.

## Architektur
Die architektonischen Grundzüge der Zitadelle gehen auf die Grundsätze von Sébastien Le Prestre de Vauban und Menno van Coehoorn zurück, dem zu seiner Zeit bedeutendsten Festungsbauer. Die Baukosten des zwischen 1668 und 1700 erstellten Bauabschnittes werden mit 373.452 Reichstalern beziffert. Auch in den Folgejahren flossen erhebliche finanzielle Mittel in den Bau, für die Jahre 1701 und 1702 schätzt man einen Aufwand von 221.600 Reichstalern. Die gesamte Festung Wesel war in diesem Zeitraum mit 250 Geschützen ausgestattet.
Im Jahre 1687 befahl Friedrich Wilhelm von Brandenburg den Bau einer Zitadelle zum Ausbau Wesels als Festungsstadt. Sie sollte im Süden der Stadt mit Anbindung an die bestehende Stadtbefestigung errichtet und mit fünf Bastionen und fünf Ravelins, die dazu noch zurückliegende Flanken erhielten, ausgestattet werden. Ab 1692 war Johan de Corbin hinein bezogen. Ab 1702 oder 1706 wurde Jean de Bodt  Chef des Artilleriewesens und erhielt als Kommandant der Festung Wesel den Auftrag. Vielleicht wurde er erst in 1716 beauftragt von Friedrich Wilhelm I. von Preußen um die Durchführung der Fortifikationsarbeiten zu leiten. Das Haupttor der Zitadelle wurde 1718 von ihm errichtet. Als de Bodt 1728 Wesel verließ, war der Ausbau der Festung faktisch beendet. Vermutlich bis zur Mitte des 18. Jahrhunderts wurde die Zitadelle auf ihrer Süd- und Ostseite mit ausgedehnten Werken verstärkt. In der Zeit ihrer Besatzung von 1805 bis 1814 errichteten die Franzosen in der Zitadelle ein zweigeschossiges Ziegelsteingebäude ohne Unterkellerung, das noch heute Bestand hat: die ehemalige Kaserne VIII.
Das Haupttor ist repräsentativ gestaltet. Im südlichen der beiden Flügel befindet sich eine Gefängniszelle, in der unter anderem die elf Schillschen Offiziere auf ihren Prozess warteten.

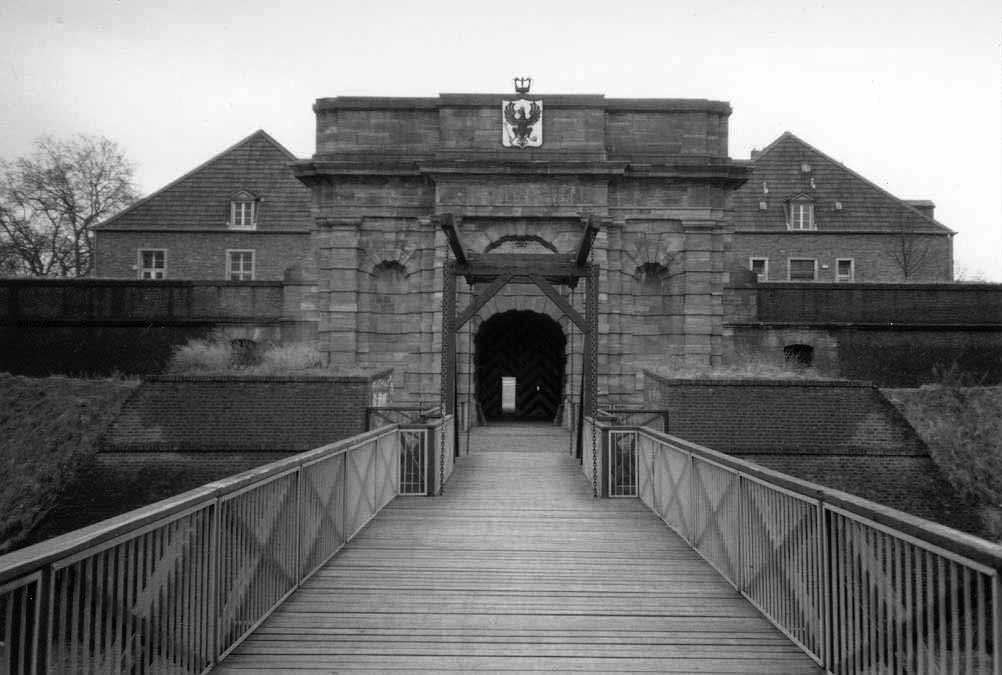
Das Haupttor der Zitadelle in Wesel von der Stadtseite aus gesehen
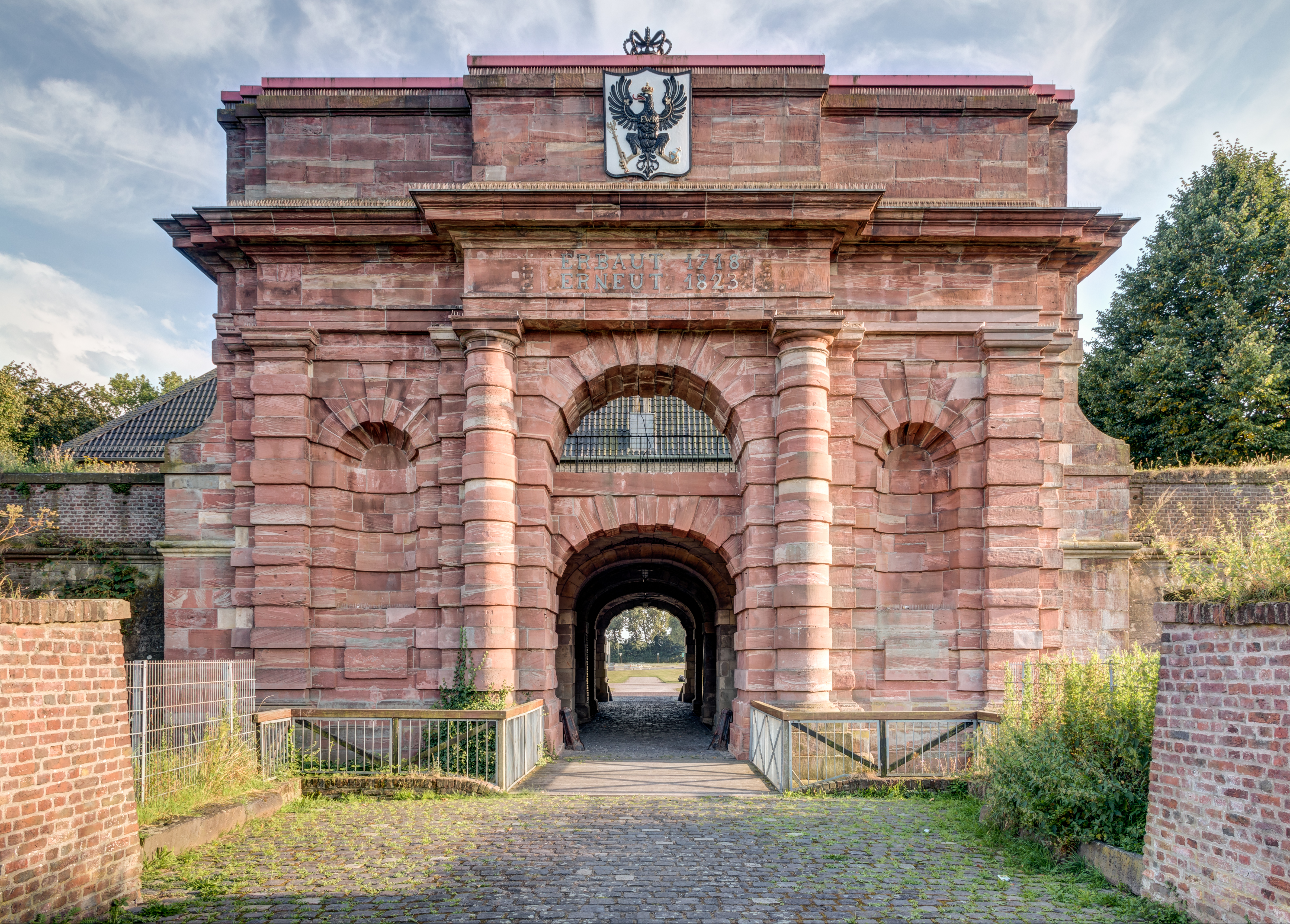
Ebenso das Haupttor der Zitadelle
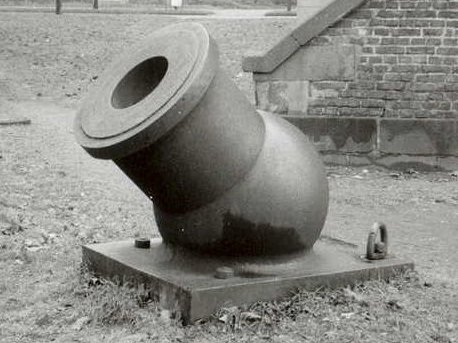
Ein ehemaliger französischer Mörser, der nach 1871 hier aufgestellt wurde
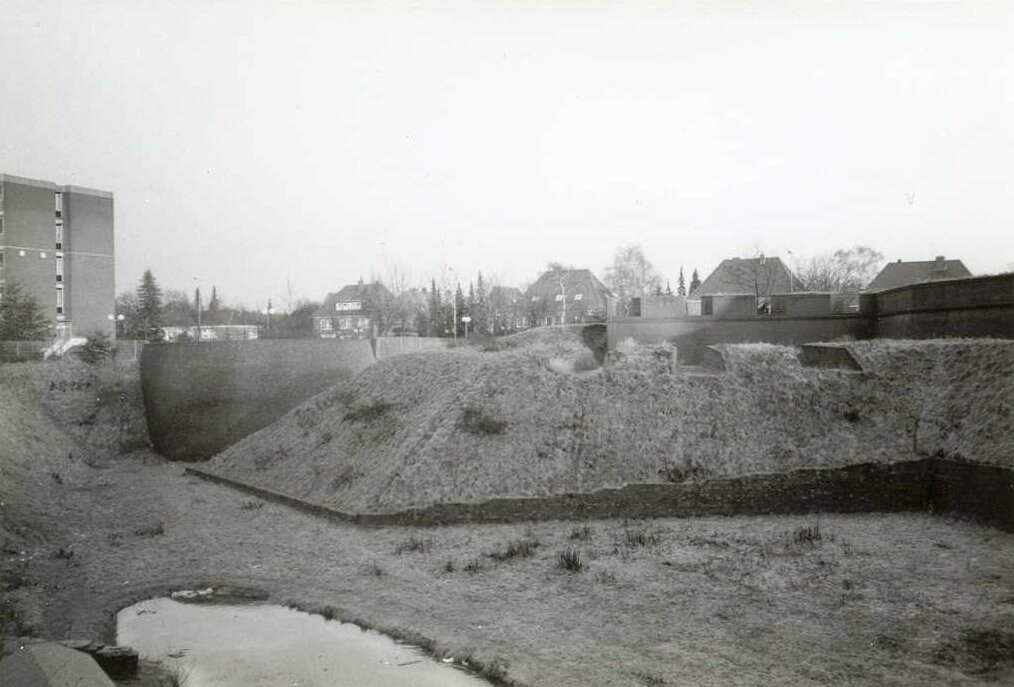
Die Tenaille vor der Kurtine der Zitadelle
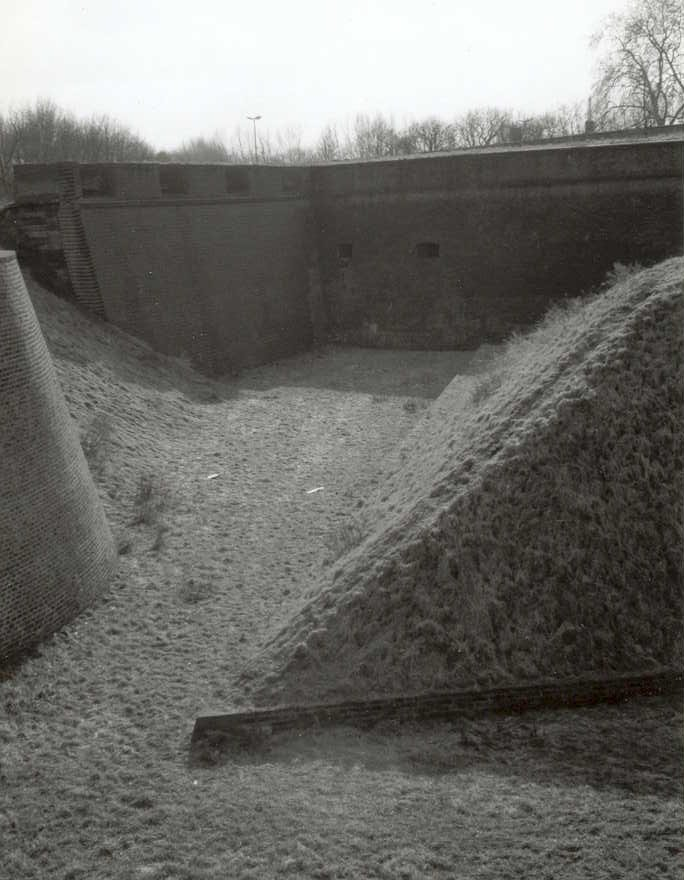
Der Übergang der Tenaille auf die Bastion in der Zitadelle

## Heutige Nutzung

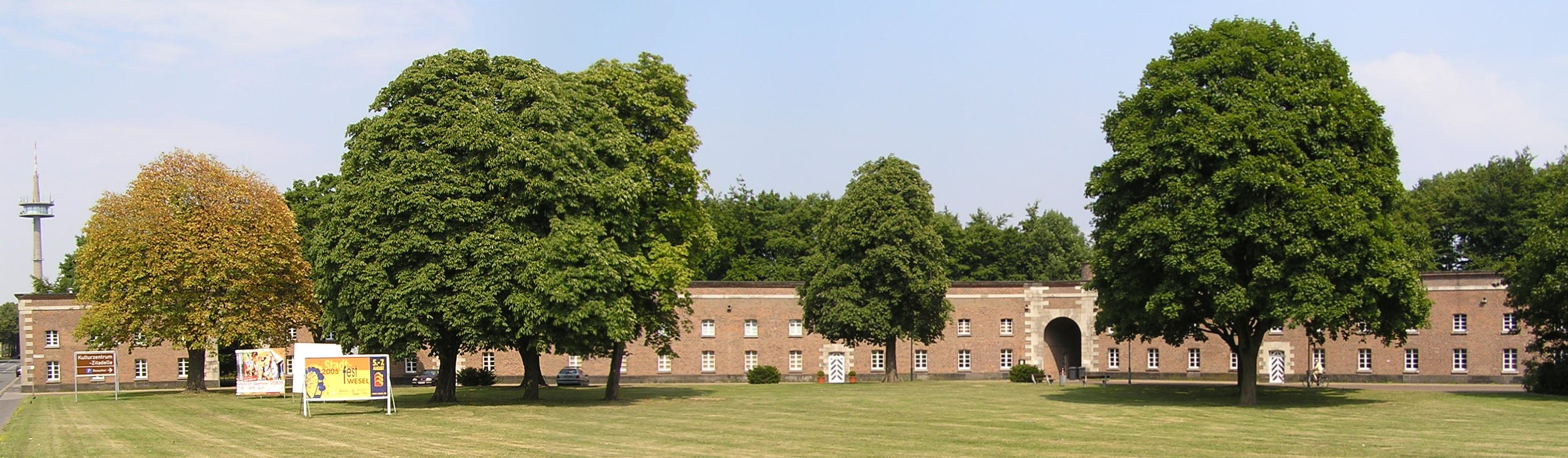
Kaserne No. VIII der Zitadelle, heute Musik- und Kunstschule

Durch die Entfestigungen nach dem Ersten Weltkrieg 1919/1920 sind die einstigen Befestigungsanlagen heute verschwunden. Insbesondere ist die Anlage zu Rhein und Lippe hin offen, der ursprünglichen Feindseite. An das dortige Feldtor erinnert nur noch ein Straßenname. Die Zitadelle wird als Kulturzentrum genutzt und ist der wichtigste Veranstaltungsort der seit 2002 jährlich im September stattfindenden Weseler Kulturnacht.
Folgende Gebäude blieben erhalten:
- Haupttoranlage mit Kurtine, Brücke, Tenaille, Brücke und Graben von 1718 (Jean de Bodt), renoviert 1823, dient heute dem Städtischen Museum, Abteilung Schill-Kasematte. Dieses Tor ist zwar auch befestigt, stellte aber eigentlich die Verbindung zur Stadt hin dar.
- Offiziersgefängnis von 1727 (in Privatbesitz) beherbergt die Tanzschule Bodywave (Schule für Orientalischen Tanz und Kultur, inh. Sahéla S. Brock), Jefimowa Ballett (Ballett und Bühnentanzschule), die Korsettschneiderei „Hellmade Corsetts“, das Kunstatelier von Steve McNeely und die Werkstatt der Künstlerin Anja Weinberg.
- Garnisonsbäckerei No. II von 1809, wird vom Stadtarchiv Wesel mit Restaurierungswerkstatt genutzt.
- Kaserne No. VIII von 1809, wurde für die Musik- und Kunstschule der Stadt Wesel renoviert.
- Körnermagazin um 1835, hier ist heute das LVR-Niederrheinmuseum Wesel untergebracht.

## Liste der Gouverneure der Zitadelle Wesel
- 1675 Alexander von Spaen, Generalfeldmarschall
- 1692 Friedrich von Heyden (1633–1715), General der Infanterie
- 1702 Philipp Karl von Wylich und Lottum (1650–1719), Generalfeldmarschall
- 1719 Johann Sigismund von der Heyden. (1656–1730), General der Infanterie
- 1730 Konrad Heinrich von der Mosel (1664–1733), Generalleutnant
- 1733 Hans Christoph von Bardeleben (1666–1736), Generalmajor
- 1736 Friedrich Wilhelm von Dossow (1669–1758), General der Infanterie
- 1756 Friedrich von Hessen-Kassel, Generalleutnant
- 1757 Heinrich August de la Motte Fouqué (1698–1774), General der Infanterie
- 1787–1788 Friedrich Wilhelm von Gaudi (1725–1788), Generalleutnant
- 1790 Martin Ernst von Schlieffen (1732–1825), Generalleutnant
- 1792 Alexander Friedrich von Woldeck (1720–1795), Generalleutnant
- 1796 Friedrich August Albrecht von Tschirschky  (1734–1799), Generalmajor
- 1797 Wilhelm Landgraf von Hessen-Kassel, Generalfeldmarschall
- 1814 Karl Friedrich Franciscus von Steinmetz (1768–1837), Generalmajor